# MaGiV-1
MaGiV-1 è un sistema stellare triplo prospetticamente situato nella costellazione della Volpetta posto a 3 319 anni luce dalla Terra.

## Sistema stellare

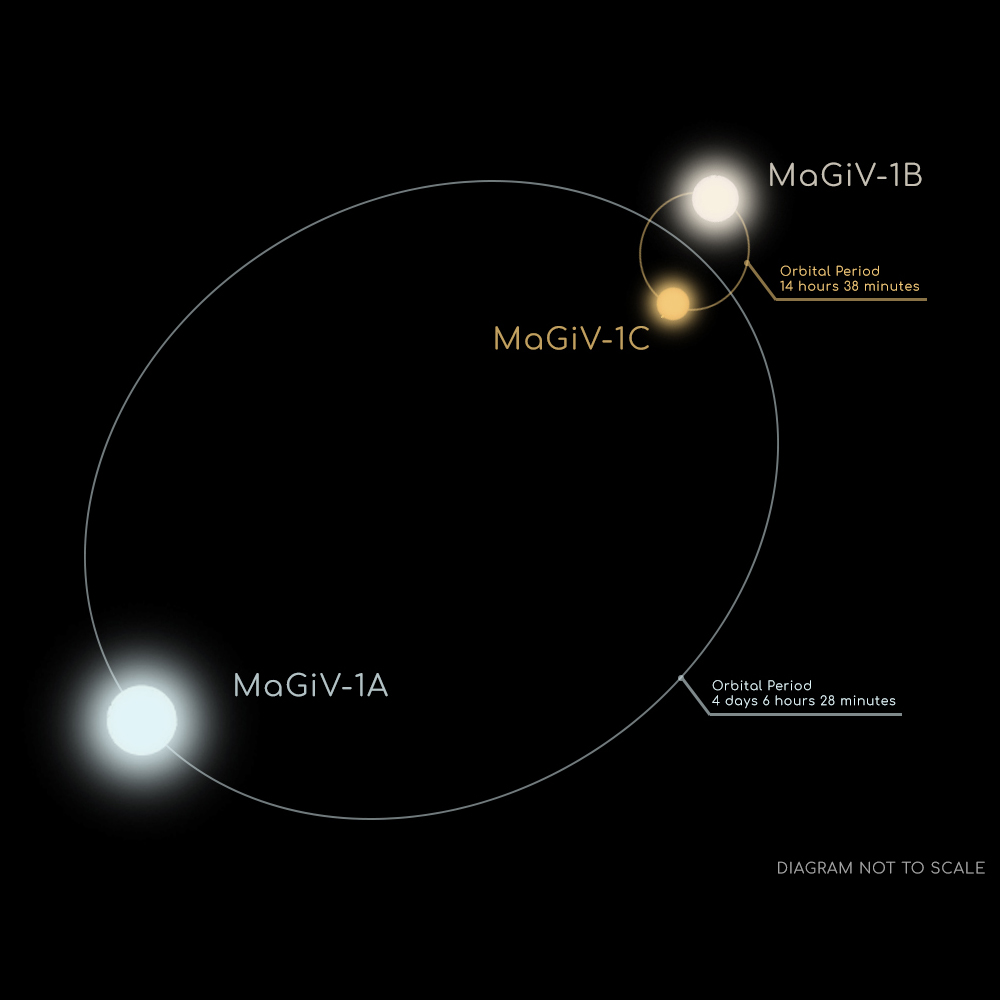
Rappresentazione artistica del sistema triplo MaGiV-1. Realizzato da Giuseppe Conzo, Mara Moriconi e Ivo Peretto.

Il sistema è composto da tre stelle di cui è nota la natura soltanto di quella principale denominata HD 345087: una stella azzurra di classe spettrale B3.
Il sistema triplo è formato, oltre che dalla stella principale, MaGiV-1A, dalla coppia di stelle MaGiV-1B e MaGiV-1C che compiono una rotazione completa attorno al centro di massa del sistema in poco più di 4 giorni, mentre le componenti B e C tra loro compiono una rotazione completa in circa 15 ore.

## La scoperta
Lo studio che ha portato all'individuazione della multiplicità di MaGiV-1 si è basato sul metodo fotometrico, cioè sul rilevare variazioni di luminosità della stella nel tempo.
Grazie alle osservazioni del telescopio spaziale TESS (Transiting Exoplanet Survey Satellite), ad agosto 2022 la scoperta è stata certificata dall'American Association of Variable Star Observers all'interno del database VSX.